# Canadian Show Jumping Championships
Canadian Show Jumping Championships – zawody o randze mistrzostw Kanady w jeździectwie w skokach przez przeszkody.
Organizowane są od 1976 roku, lecz dopiero od 1983 roku startują w nich zawodnicy z całej Kanady. Przez Equine Canada za oficjalne mistrzostwa kraju uznane zostały w 1989 roku. Pomiędzy 1983 a 2000 rokiem zawody odbywały się w czterech rundach na otwartym powietrzu, od 2001 roku natomiast rozgrywają się w hali w systemie dwurundowym.
Rekordzistą pod względem wygranych jest Ian Millar, który triumfował jedenastokrotnie.

## Zwycięzcy
| Rok  | Jeździec            | Koń                  | Miejsce |
| 1976 | Jean-Guy Mathers    | Mathers              | Calgary |
| 1977 | John Simpson        | Texas                | Calgary |
| 1978 | Albert Kley         | Gambrinus            | Calgary |
| 1979 | Bo Mearns           | The Flying Nun       | Calgary |
| 1980 | Bo Mearns           | The Flying Nun       | Calgary |
| 1981 | Barbara Kerr        | 40 Below             | Calgary |
| 1982 | Michel Vaillancourt | Marcato              | Calgary |
| 1983 | Ian Millar          | Warrior              | Calgary |
| 1984 | Lisa Carlsen        | Kahlua               | Calgary |
| 1985 | Lisa Carlsen        | Kahlua               | Calgary |
| 1986 | Ian Millar          | Big Ben              | Calgary |
| 1987 | Ian Millar          | Warrior              | Calgary |
| 1988 | Ian Millar          | El Futuro            | Calgary |
| 1989 | Ian Millar          | El Futuro            | Calgary |
| 1990 | Ian Millar          | Czar                 | Calgary |
| 1991 | Ian Millar          | Big Ben              | Calgary |
| 1992 | Mario Deslauriers   | Alemao V             | Calgary |
| 1993 | Ian Millar          | Big Ben              | Calgary |
| 1994 | Beth Underhill      | Monopoly             | Calgary |
| 1995 | Eric Lamaze         | Cagney               | Calgary |
| 1996 | Beth Underhill      | Monopoly             | Calgary |
| 1997 | Mario Deslauriers   | Amistad              | Calgary |
| 1998 | Mac Cone            | Elute                | Calgary |
| 1999 | Beth Underhill      | Altair               | Calgary |
| 2000 | Eric Lamaze         | Mill Creek Raphael   | Calgary |
| 2001 | Ainsley Vince       | Catch 22             | Toronto |
| 2002 | Ainsley Vince       | Catch 22             | Toronto |
| 2003 | Eric Lamaze         | Mill Creek Raphael   | Toronto |
| 2004 | Ian Millar          | In Style             | Toronto |
| 2005 | Jill Henselwood     | Black Ice            | Toronto |
| 2006 | Laurie Bucci        | Quidam’s Ramiro      | Toronto |
| 2007 | Ian Millar          | In Style             | Toronto |
| 2008 | Keean White         | Celena Z             | Toronto |
| 2009 | Mac Cone            | Ole                  | Toronto |
| 2010 | Yann Candele        | Pitareusa            | Toronto |
| 2011 | Yann Candele        | Game Ready           | Toronto |
| 2012 | Yann Candele        | Game Ready           | Toronto |
| 2013 | Yann Candele        | Showgirl             | Toronto |
| 2014 | Ian Millar          | Star Power           | Toronto |
| 2015 | Jill Henselwood     | Farfelu du Printemps | Toronto |
| 2016 | Ian Millar          | Dixson               | Toronto |
| 2017 | Amy Millar          | Heros                | Toronto |